# Xylém

Xylém (modře) přenáší vodu s rozpuštěnými minerálními látkami z kořenů do dalších částí rostliny.

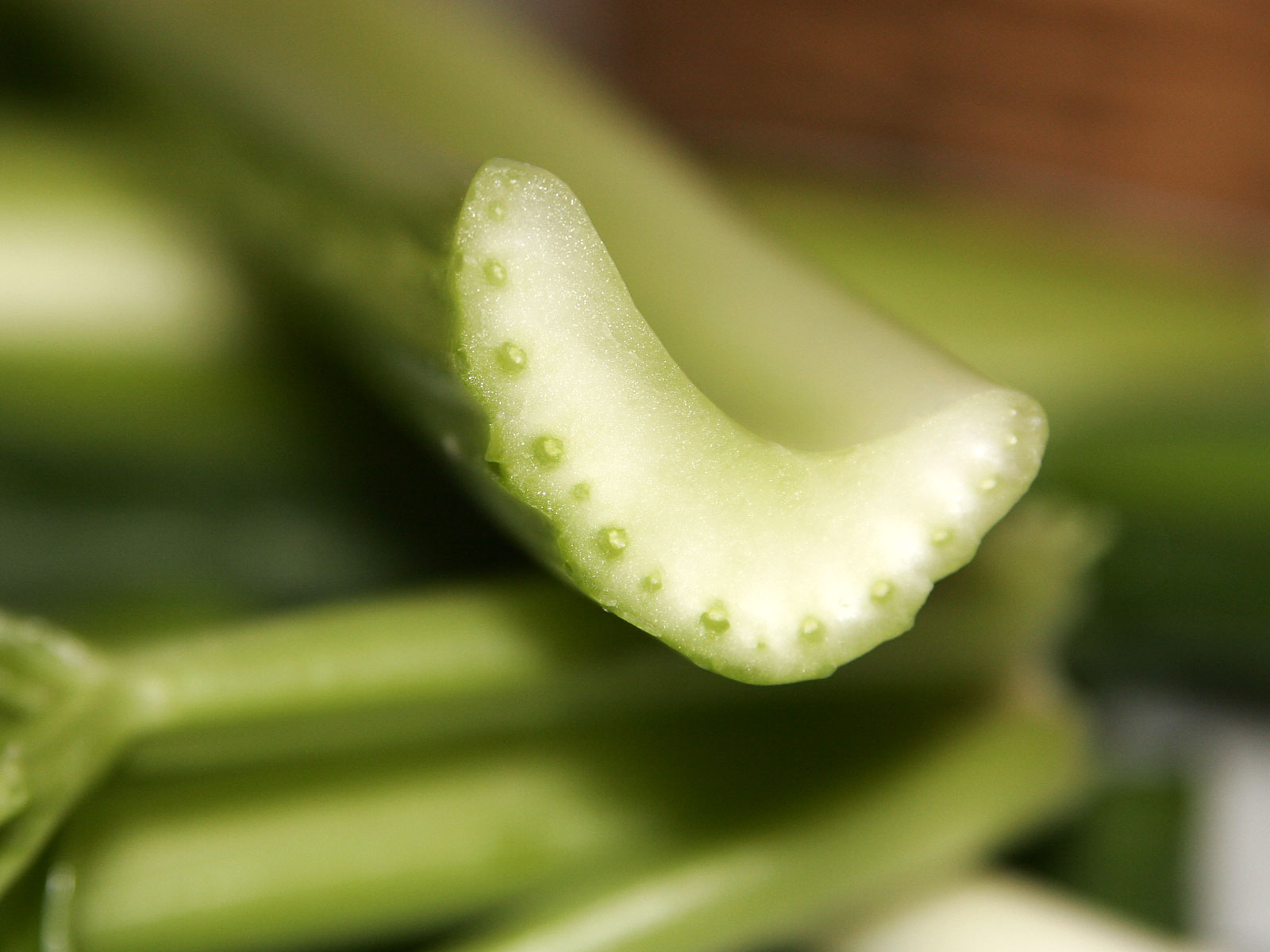
Příčný řez stonkem celeru odkrývá přítomnost vodivých svazků (cév), které zde zahrnují jak xylém, tak floém

Xylém (také dřevní cévní svazek nebo dřevo) je botanické označení pro druh pletiva cévnatých rostlin, které přivádí a rozvádí minerální živiny z kořenové soustavy rostliny směrem nahoru do jejích nadzemních částí. Výraz „xylém“ je odvozen ze starořeckého slova xúlon, což znamená „dřevo“. Xylém může mít v rostlině funkci mechanickou (opora), transportní (rozvod živin) a zásobní. Živiny se pohybují uvnitř xylému na základě tzv. kořenového vztlaku.

## Struktura

### Cévy
Tracheje jsou vodivé dráhy dřeva u krytosemenných rostlin, tvoří široké rourky z mrtvých buněk bez protoplastu s rozpuštěnými příčnými přepážkami. Z kořenů do listů vedou vodu s rozpuštěnými minerálními látkami.

### Cévice
Tracheidy jsou vývojově původnějším typem vodivých elementů. Dosahují délky jen několik milimetrů. Mají protáhlý trubicovitý tvar s výrazně zešikmenými konci, na příčném řezu bývají typicky pěti- či šestihranné. V období vlastní činnosti jsou již odumřelé se zachovalými příčnými přepážkami. Tvoří je na sebe navazující buňky s dvůrkatými tečkami, jejichž příčné stěny jsou bez otvorů. Cévice jsou tedy vodivé dráhy dřeva všech cévnatých rostlin.

### Dřevní parenchym a sklerenchym
Dřevní parenchym jsou neprotáhlé živé buňky, rozvádějící vodný roztok mezi obvodem a středem stonku (ve vodorovném směru), provází cévy a cévice.
Dřevní sklerenchym jsou vlákna tvořená sklerenchymatickými buňkami se silně ztlustlou buněčnou stěnou.

## Funkce
Xylém slouží k rozvádění vody a v ní rozpuštěných minerálních látek z kořenů po celém těle rostliny. Ke své funkci nepotřebuje energii, vše se děje na základě fyzikálních vlastností. Tento tok způsobují dva jevy:
- Transpirační proud: míří z hlavního místa příjmu vody a minerálních živin (kořenů) do hlavních míst výdeje vody (nadzemní část rostliny, zejména do listů). Při výparu vody z povrchu listů (mezofylních buněk) dochází ke zvyšování povrchového napětí, jež vyvolává vztlak táhnoucí vodu z kořenů a půdy.
- Kořenový vztlak: pokud vodní potenciál kořenových buněk je nižší než v půdě, voda přechází osmózou z půdy do kořenů. To působí pozitivní tlak na přenos vody dále xylémem do listů. Kořenový vztlak je nejvyšší v ranních hodinách, než se otevřou průduchy a umožní transpiraci. Druhy rostlin se mohou od sebe lišit různým kořenovým vztlakem, i když se vyskytují ve stejném prostředí.